# Laura Liuzzi
Laura Liuzzi (Rio de Janeiro, 1985) é uma poeta brasileira.
Trabalhou com o documentarista Eduardo Coutinho, como assistente de direção, nos filmes Um Dia na Vida, As Canções e Últimas Conversas.
Em 2016, foi autora convidada na Festa Literária Internacional de Paraty. Participou da mesa de abertura, sobre a poeta Ana Cristina Cesar.
É responsável pelo núcleo de vídeo do Instituto Moreira Salles.

## Obras
- 2010 - Calcanhar (7Letras)
- 2015 - Desalinho (Cosac & Naify)
- 2016 - Coisas (7Letras)